# Fraternité Saint-Vincent-Ferrier
La Fraternité Saint-Vincent-Ferrier, dont le seul couvent se trouve à Chémeré-le-Roi en Mayenne, est une communauté religieuse catholique traditionaliste d'inspiration dominicaine mais non affiliée à l'ordre des Prêcheurs.
Elle se rapproche du Saint-Siège et devient un institut religieux de droit pontifical en 1988.

## Histoire

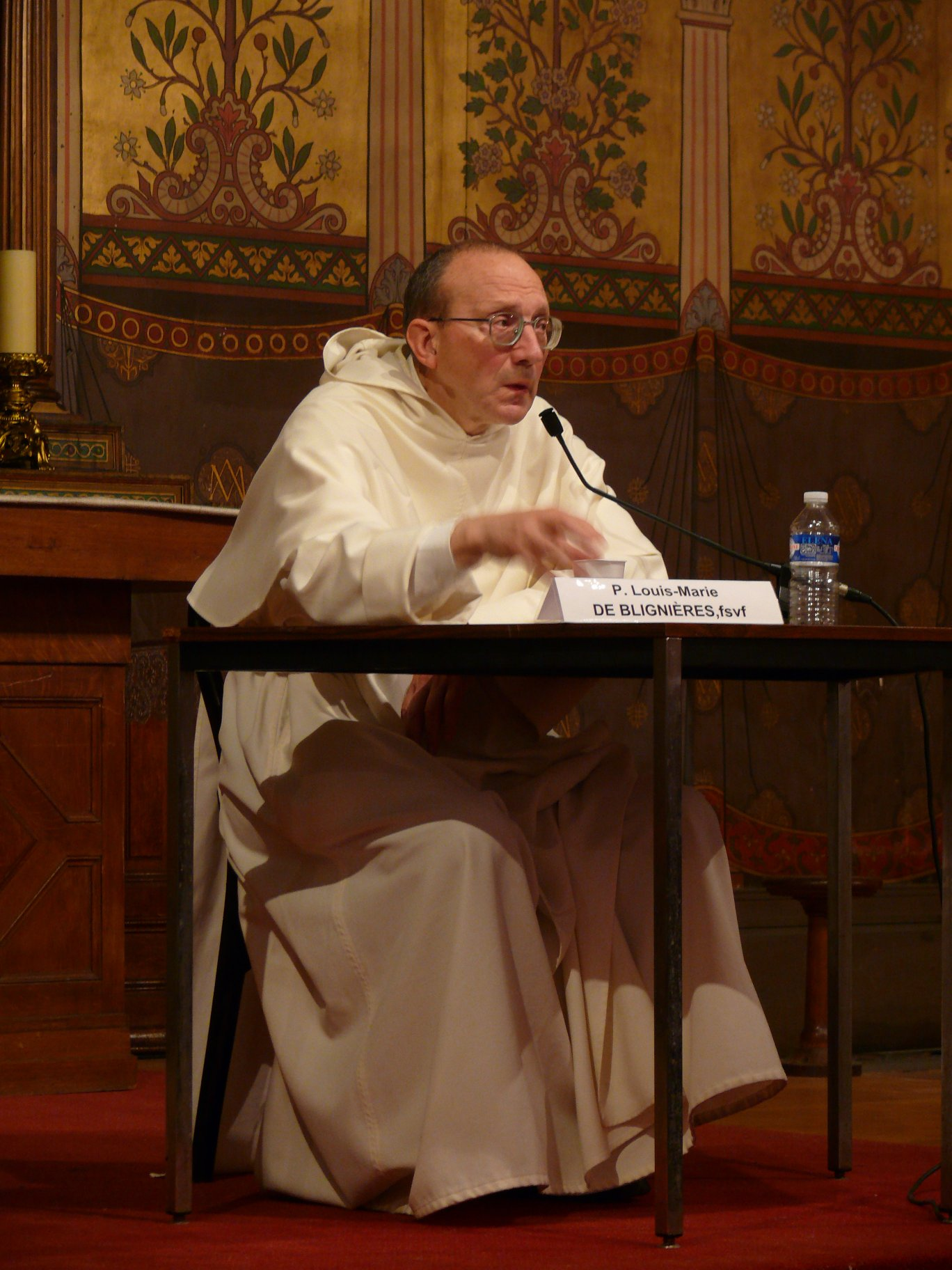
Louis-Marie de Blignières, fondateur et supérieur général de la fraternité de 1988 à 2011, et de nouveau à partir de 2017.

En 1979, Louis-Marie de Blignières, issu d'une famille de la bourgeoisie de Picardie, fonde le prieuré d'études Saint-Thomas à Chémeré-le-Roi avec un groupe de jeunes hommes dont plusieurs sont issus du Mouvement de la jeunesse catholique de France.
Blignières reçoit l'habit dominicain de Guérard des Lauriers, l'un des principaux sédévacantistes et sédéprivationnistes français avec lequel de Blignières rompt en 1982, lorsqu'il apprend le sacre épiscopal clandestin de ce dernier par l'évêque excommunié Ngo Dinh Thuc.
En 1981, les premiers frères font profession et prennent l'habit dominicain.
Pour l'acquisition et la rénovation d'une grande maison dans la commune, la petite communauté bénéficie du soutien financier de donateurs traditionalistes jusqu'au consécrations épiscopales de Marcel Lefebvre en 1988 : le groupe de Chéméré se détache progressivement de la théologie de la FSSPX « et de sa conception figée de l'Église ». En effet, après une étude attentive des actes du concile Vatican II avec l'aide du théologien Brian Harrison (en), la communauté conclut par elle-même que le concile peut bien être lu dans la continuité de la tradition, Louis-Marie de Blignières reconnaissant publiquement son erreur. 
Le fondateur saisit l'occasion que lui offre l'installation de la commission Ecclesia Dei la même année pour solliciter que la communauté soit érigée canoniquement comme institut religieux de droit pontifical, une démarche soutenue par l'évêque de Laval Louis-Marie Billé et bientôt sanctionnée favorablement par le pape Jean-Paul II le 28 octobre 1988. Les cinq premiers frères sont ordonnés prêtres le 23 décembre de la même année à l'abbaye de Fontgombault et l'approbation des constitutions définitives par le Saint-Siège a lieu en 1995.
Le père Louis-Marie de Blignières occupe la fonction de prieur sans interruption jusqu'en 2011. Le 13 septembre de cette même année, il cède la place au père Dominique-Marie de Saint-Laumer, élu pour un mandat de six ans. En 2017, le père de Blignières est de nouveau élu prieur par le chapitre général de la Fraternité. Finalement, en 2023, le père Augustin-Marie Aubry lui succède.
En 2022, la communauté comptait 22 religieux dont 14 prêtres.

## Liste des prieurs
- 1979-2011 : Louis-Marie de Blignières
- 2011-2017 : Dominique-Marie de Saint-Laumer[6]
- 2017-2023 : Louis-Marie de Blignières[7]
- Depuis 2023 : Augustin-Marie Aubry[8]

## Couvent de Chémeré-le-Roi
En 1979, le père de Blignières s'installe dans une grande maison à la sortie du village de Chémeré-le-Roi en Mayenne. Grâce à l'aide de bienfaiteurs, des travaux de remise en état sont rapidement  entrepris et une chapelle est aménagée dans les communs. En 1991, une porterie est aménagée pour accueillir les visiteurs et retraitants qui est bénie en 1992 par Louis-Marie Billé, évêque de Laval. Quelques années plus tard, en 1998, le nouvel évêque de Laval, Armand Maillard, vient bénir un nouveau bâtiment faisant usage de cuisine et de réfectoire et relié à la chapelle par un demi-cloître.
Au fil des ans, le besoin d'une nouvelle église se fait sentir, la chapelle ne pouvant plus accueillir tous les fidèles lors des messes dominicales. Des plans sont établis dans les années 2010, et un appel de fonds est lancé en 2013.
Le 19 septembre 2015, la première pierre de la nouvelle église, à laquelle s'adjoint une hôtellerie, est bénie par Thierry Scherrer, évêque de Laval. Trois ans plus tard, le 6 octobre 2018, l'archevêque Guido Pozzo, secrétaire de la commission pontificale Ecclesia Dei, consacre l'église sous le vocable de Notre-Dame-du-Rosaire.
En 2022, la communauté lance un appel aux dons pour la construction d'un grand autel en bois sculpté de style néo-gothique. Un an plus tard, le samedi 30 septembre 2023, le nouvel autel est consacré par l'évêque émérite de Luçon, Alain Castet,.

## Affaire d'abus sexuels sur mineurs
En 2009, un prêtre de cette communauté, à Chémeré-le-Roi, reconnaît des abus sexuels sur mineur devant son prieur. Après un entretien avec l'évêque de Laval Thierry Scherrer, il se dénonce à la Gendarmerie. Exclu de la communauté puis réduit à l'état laïc durant l'enquête canonique, il est finalement condamné à deux ans de prison,,.

## Sedes Sapientiae
Depuis 1982, la Fraternité Saint-Vincent-Ferrier édite une revue trimestrielle nommée Sedes Sapientiae (« trône de la sagesse » en latin). Elle est composée d'articles de sciences religieuses (théologie et philosophie) de tendance catholique traditionaliste et écrits par des religieux et des laïcs. En 2004, elle était diffusée à 1 300 exemplaires.